# لئوناردو بلاندی
لئوناردو بلاندی (انگلیسی: Leonardo Bellandi؛ زادهٔ ۱۲ ژانویهٔ ۲۰۰۰) بازیکن فوتبال است.